# UEFA Youth League 2015-2016
Navigation
Édition précédente Édition suivante
L'UEFA Youth League 2015-2016 est la 3e édition de l'UEFA Youth League organisée par l'UEFA. C'est une compétition de football réservée aux joueurs de moins de 19 ans. Elle oppose les équipes de moins de 19 ans des clubs professionnels qualifiés pour la Ligue des champions de l'UEFA 2015-2016, ainsi que les clubs champions des 32 championnats les mieux classés au classement UEFA en 2014,,.
Après deux années d'essai, l'UEFA Youth League devient une compétition permanente de l'UEFA à partir de cette édition, le tournoi passant notamment de 32 à 64 équipes participantes.
Le tenant du titre est Chelsea, qui conserve son titre en battant le Paris Saint-Germain en finale sur le score de 2 buts à 1.

## Changements de format
Le comité exécutif de l'UEFA réuni le 18 septembre 2014 a approuvé les changements suivants concernant l'UEFA Youth League à partir de la saison 2015-2016, :
- Le tournoi passe de 32 à 64 participants. Ceux-ci incluent les 32 équipes jeunes des clubs participants à la phase de groupes de la Ligue des champions, déjà présentes lors des deux dernières éditions, ainsi que les champions nationaux des championnats jeunes des 32 associations les mieux classées au classement UEFA, qui intègrent la compétition à partir de cette édition. Les associations n’ayant pas de championnat national jeune ou dont le champion national est déjà inclus dans la voie de la Ligue des champions sont remplacées par la prochaine association au classement UEFA.
- Le nouveau format de la compétition voit la séparation des participants en deux groupes suivant chacun une voie spécifique jusqu'aux barrages :
  - Dans la voie de la Ligue des champions, les 32 équipes jeunes des participants à la Ligue des champions conservent le format de groupes calqués sur ceux de l'édition de la Ligue des champions ayant lieu la même saison. Les vainqueurs des groupes avancent directement en huitièmes de finale, les deuxièmes doivent quant à eux passer par les barrages.
  - Dans la voie des clubs champions, les 32 champions nationaux jeunes passent par deux tours de qualification en double confrontation, les huit vainqueurs avancent en barrages.
  - Lors des barrages, les champions nationaux jeunes jouent, à domicile, un match unique contre les deuxièmes des groupes de la voie de la Ligue des champions.
  - Lors des huitièmes de finale, les vainqueurs des groupes de la voie de la ligue des champions jouent un match unique contre les vainqueurs des barrages, l'équipe à domicile étant déterminée par tirage au sort.
  - Lors des quarts de finale, des demi-finales et de la finale, les équipes s'affrontent en match unique, l'équipe à domicile étant déterminée par tirage au sort pour les quarts de finale tandis que les demi-finales et la finale se jouent sur terrain neutre.
- La limite d'âge de moins de 19 ans est maintenue, mais les clubs ont la possibilité d'enregistrer un maximum de trois joueurs de moins de 20 ans dans leur liste de 40 joueurs inscrits pour la compétition, afin d'alléger la pression sur les joueurs encore scolarisés.

## Équipes participantes
Un total de 64 équipes issues de 37 des 54 associations affiliées à l'UEFA prennent part à la compétition. Elles sont divisées en deux voies :
- Les équipes jeunes des 32 clubs qualifiés pour la phase de groupes de la Ligue des champions 2015-2016 sont assignés à la voie de la Ligue des champions.
- Les équipes championnes des championnats jeunes des 32 associations les mieux classées au classement UEFA en 2014 sont assignés à la voie des clubs champions.

Si une équipe championne nationale est déjà assignée à la voie de la Ligue des champions, celle-ci est remplacée par le champion national de l’association suivante au classement UEFA.
| Rang | Association        | Équipes                                                               | Équipes                  |
| Rang | Association        | Voie de la Ligue des champions                                        | Voie des clubs champions |
| ---- | ------------------ | --------------------------------------------------------------------- | ------------------------ |
| 1    | Espagne            | Atlético Madrid FC Barcelone Real Madrid Séville FC Valence CF        | Villarreal CF            |
| 2    | Angleterre         | Arsenal Chelsea Manchester City Manchester United                     | Middlesbrough            |
| 3    | Allemagne          | Bayer Leverkusen Bayern Munich Borussia Mönchengladbach VfL Wolfsburg | Schalke 04               |
| 4    | Italie             | AS Rome Juventus FC                                                   | Torino FC                |
| 5    | Portugal           | SL Benfica FC PortoC                                                  |                          |
| 6    | France             | Olympique lyonnais Paris Saint-Germain                                | Stade de Reims           |
| 7    | Russie             | CSKA Moscou Zénith Saint-Pétersbourg                                  | Spartak Moscou           |
| 8    | Pays-Bas           | PSV Eindhoven                                                         | Ajax Amsterdam           |
| 9    | Ukraine            | Chakhtar DonetskC Dynamo Kiev                                         |                          |
| 10   | Belgique           | La Gantoise                                                           | RSC Anderlecht           |
| 11   | Turquie            | Galatasaray                                                           | Beşiktaş                 |
| 12   | Grèce              | OlympiakosC                                                           |                          |
| 13   | Suisse             |                                                                       | Servette Genève          |
| 14   | Autriche           |                                                                       | Red Bull Salzbourg       |
| 15   | République tchèque |                                                                       | 1.FK Příbram             |
| 16   | Roumanie           |                                                                       | Viitorul Constanța       |
| 17   | Israël             | Maccabi Tel-AvivC                                                     |                          |
| 18   | Chypre             |                                                                       | APOEL Nicosie            |
| 19   | Danemark           |                                                                       | FC Midtjylland           |
| 20   | Croatie            | Dinamo ZagrebC                                                        |                          |
| 21   | Pologne            |                                                                       | Legia Varsovie           |
| 22   | Biélorussie        | BATE Borisov                                                          | FK Minsk                 |
| 23   | Écosse             |                                                                       | Celtic Glasgow           |
| 24   | Suède              | Malmö FF                                                              | IF Elfsborg              |
| 25   | Bulgarie           |                                                                       | Litex Lovetch            |
| 26   | Norvège            |                                                                       | SK Brann                 |
| 27   | Serbie             |                                                                       | Rad Belgrade             |
| 28   | Hongrie            |                                                                       | Puskás Akadémia          |
| 29   | Slovénie           |                                                                       | NK Domžale               |
| 30   | Slovaquie          |                                                                       | FK Senica                |
| 31   | Moldavie           |                                                                       | Zimbru Chișinău          |
| 32   | Azerbaïdjan        |                                                                       | Ravan Bakou              |
| 33   | Géorgie            |                                                                       | Saburtalo Tbilissi       |
| 34   | Kazakhstan         | FK Astana                                                             | FK Aktobe                |
| 35   | Bosnie-Herzégovine |                                                                       | Željezničar Sarajevo     |
| 36   | Finlande           |                                                                       | HJK Helsinki             |
| 37   | Islande            |                                                                       | Stjarnan                 |

Note
C : Équipe également championne nationale.

## Restrictions
Pour participer, les joueurs doivent être nés le 1er janvier 1997 au plus tôt, les équipes sont cependant autorisées à enregistrer un maximum de trois joueurs nés entre le 1er janvier 1996 et le 31 décembre 1996.

## Calendrier
| Nom                                             | Tirage au sort          | Date aller                                    | Date retour                              | Équipes participantes |
| ----------------------------------------------- | ----------------------- | --------------------------------------------- | ---------------------------------------- | --------------------- |
| Voie de la Ligue des champions (2015)           |                         |                                               |                                          |                       |
| Journées 1 et 5 Journées 2 et 6 Journées 3 et 4 | 27 août Monaco          | 15-16 septembre 29-30 septembre 20-21 octobre | 24-25 novembre 8-9 décembre 3-4 novembre | 32                    |
| Voie des clubs champions (2016)                 |                         |                                               |                                          |                       |
| Premier tour de qualification                   | 1er septembre 2015 Nyon | 29-30 septembre                               | 20-21 octobre                            | 32                    |
| Second tour de qualification                    | 1er septembre 2015 Nyon | 3-4 novembre                                  | 24-25 novembre                           | 16                    |
| Phase finale (2016)                             |                         |                                               |                                          |                       |
| Barrages                                        | 14 décembre 2015 Nyon   | 9-10 février                                  | 9-10 février                             | 16                    |
| Huitièmes de finale                             | 15 février 2016 Nyon    | 23-24 février                                 | 23-24 février                            | 16                    |
| Quarts de finale                                | 15 février 2016 Nyon    | 8-9 mars                                      | 8-9 mars                                 | 8                     |
| Demi-finales                                    | 15 février 2016 Nyon    | 15 avril au stade Colovray de Nyon            | 15 avril au stade Colovray de Nyon       | 4                     |
| Finale                                          | 15 février 2016 Nyon    | 18 avril au stade Colovray de Nyon            | 18 avril au stade Colovray de Nyon       | 2                     |

## Voie de la Ligue des champions

### Format
Cette voie prend la forme d'une phase de groupes, les groupes étant calqués sur ceux de la Ligue des champions de l'UEFA 2015-2016 tirés à Monaco le 27 août 2015.
Dans chaque groupe, les équipes jouent chacune entre elles à domicile et à l'extérieur suivant un format « toutes rondes ». Les premiers des groupes sont qualifiés pour les huitièmes de finale, les deuxièmes des groupes sont quant à eux qualifiés pour les barrages, où ils sont alors rejoints par les huit équipes issues de la voie des clubs champions.
| Phase de groupes  | Phase de groupes         | Phase de groupes         | Phase de groupes |
| ----------------- | ------------------------ | ------------------------ | ---------------- |
| Arsenal           | Valence CF               | FC Porto                 | Olympiakos       |
| ChelseaT          | Bayer Leverkusen         | Olympique lyonnais       | Galatasaray      |
| Manchester City   | Bayern Munich            | Paris Saint-Germain      | KAA La Gantoise  |
| Manchester United | Borussia Mönchengladbach | CSKA Moscou              | Dinamo Zagreb    |
| Atlético Madrid   | VfL Wolfsbourg           | Zénith Saint-Pétersbourg | BATE Borissov    |
| FC Barcelone      | AS Roma                  | PSV Eindhoven            | Maccabi Tel-Aviv |
| Real Madrid       | Juventus                 | Dynamo Kiev              | Malmö FF         |
| Séville FC        | Benfica Lisbonne         | Shakhtar Donetsk         | FC Astana        |

T : Tenant du titre

### Matchs et classements
Les jours de match sont les 15 et 16 septembre, les 29 et 30 septembre, les 20 et 21 octobre, les 3 et 4 novembre, les 24 et 25 novembre, et les 8 et 9 décembre 2015.
Légende des classements
- Qualifié pour les huitièmes de finale
- Qualifié pour les Barrages

Légende des résultats
- Victoire à domicile
- Match nul
- Victoire à l'extérieur

#### Groupe A
| Rang | Équipe              | Pts | J | G | N | P | Bp | Bc | Diff |  | Résultats (▼ dom., ► ext.) |     |     |     |     |
| ---- | ------------------- | --- | - | - | - | - | -- | -- | ---- |  | -------------------------- | --- | --- | --- | --- |
| 1    | Paris Saint-Germain | 13  | 6 | 4 | 1 | 1 | 16 | 6  | +10  |  | Paris Saint-Germain        |     | 4-1 | 0-0 | 5-2 |
| 2    | Real Madrid         | 12  | 6 | 4 | 0 | 2 | 16 | 7  | +9   |  | Real Madrid                | 2-0 |     | 3-0 | 4-0 |
| 3    | Malmö FF            | 5   | 6 | 1 | 2 | 3 | 7  | 14 | -7   |  | Malmö FF                   | 0-3 | 1-0 |     | 5-5 |
| 4    | Chakhtar Donetsk    | 4   | 6 | 1 | 1 | 4 | 13 | 25 | -12  |  | Chakhtar Donetsk           | 1-4 | 2-6 | 3-1 |     |

Source : UEFA

#### Groupe B
| Rang | Équipe            | Pts | J | G | N | P | Bp | Bc | Diff |  | Résultats (▼ dom., ► ext.) |     |     |     |     |
| ---- | ----------------- | --- | - | - | - | - | -- | -- | ---- |  | -------------------------- | --- | --- | --- | --- |
| 1    | PSV Eindhoven     | 10  | 6 | 3 | 1 | 2 | 10 | 9  | +1   |  | PSV Eindhoven              |     | 2-1 | 0-3 | 2-1 |
| 2    | CSKA Moscou       | 8a  | 6 | 2 | 2 | 2 | 10 | 6  | +4   |  | CSKA Moscou                | 0-0 |     | 4-0 | 1-2 |
| 3    | Manchester United | 8a  | 6 | 2 | 2 | 2 | 6  | 10 | -4   |  | Manchester United          | 0-5 | 0-0 |     | 1-1 |
| 4    | VfL Wolfsbourg    | 7   | 6 | 2 | 1 | 3 | 10 | 11 | -1   |  | VfL Wolfsbourg             | 4-1 | 2-4 | 0-2 |     |

Source : UEFA
Notea Classement sur la base des confrontations directes (Moscou : 4 points ; Manchester : 1 point)

#### Groupe C
| Rang | Équipe          | Pts | J | G | N | P | Bp | Bc | Diff |  | Résultats (▼ dom., ► ext.) |      |     |     |     |
| ---- | --------------- | --- | - | - | - | - | -- | -- | ---- |  | -------------------------- | ---- | --- | --- | --- |
| 1    | SL Benfica      | 16  | 6 | 5 | 1 | 0 | 29 | 3  | +26  |  | SL Benfica                 |      | 1-1 | 2-0 | 8-0 |
| 2    | Atlético Madrid | 13  | 6 | 4 | 1 | 1 | 25 | 5  | +20  |  | Atlético Madrid            | 1-2  |     | 4-0 | 7-1 |
| 3    | Galatasaray SK  | 6   | 6 | 2 | 0 | 4 | 8  | 20 | -12  |  | Galatasaray SK             | 1-11 | 1-3 |     | 3-0 |
| 4    | FC Astana       | 0   | 6 | 0 | 0 | 6 | 1  | 35 | -34  |  | FC Astana                  | 0-5  | 0-9 | 0-3 |     |

Source : UEFA

#### Groupe D
| Rang | Équipe                   | Pts | J | G | N | P | Bp | Bc | Diff |  | Résultats (▼ dom., ► ext.) |     |     |     |     |
| ---- | ------------------------ | --- | - | - | - | - | -- | -- | ---- |  | -------------------------- | --- | --- | --- | --- |
| 1    | Manchester City          | 11a | 6 | 3 | 2 | 1 | 10 | 5  | +5   |  | Manchester City            |     | 1-1 | 4-1 | 1-1 |
| 2    | Séville FC               | 11a | 6 | 3 | 2 | 1 | 9  | 7  | +2   |  | Séville FC                 | 0-2 |     | 1-0 | 4-2 |
| 3    | Juventus FC              | 6   | 6 | 2 | 0 | 4 | 7  | 11 | -4   |  | Juventus FC                | 2-1 | 0-1 |     | 2-1 |
| 4    | Borussia Mönchengladbach | 5   | 6 | 1 | 2 | 3 | 10 | 13 | -3   |  | Borussia Mönchengladbach   | 1-2 | 2-2 | 3-2 |     |

Source : UEFA
Notea Classement sur la base des confrontations directes (Manchester : 4 points ; Séville : 1 point)

#### Groupe E
| Rang | Équipe           | Pts | J | G | N | P | Bp | Bc | Diff |  | Résultats (▼ dom., ► ext.) |     |     |     |     |
| ---- | ---------------- | --- | - | - | - | - | -- | -- | ---- |  | -------------------------- | --- | --- | --- | --- |
| 1    | FC Barcelone     | 12  | 6 | 3 | 3 | 0 | 9  | 4  | +5   |  | FC Barcelone               |     | 3-3 | 1-1 | 2-0 |
| 2    | AS Roma          | 9   | 6 | 2 | 3 | 1 | 12 | 6  | +6   |  | AS Roma                    | 0-0 |     | 5-1 | 3-0 |
| 3    | Bayer Leverkusen | 8   | 6 | 2 | 2 | 2 | 6  | 9  | -3   |  | Bayer Leverkusen           | 0-1 | 2-1 |     | 1-0 |
| 4    | BATE Borisov     | 2   | 6 | 0 | 2 | 4 | 0  | 9  | -9   |  | BATE Borisov               | 0-3 | 0-0 | 1-1 |     |

Source : UEFA

#### Groupe F
| Rang | Équipe              | Pts | J | G | N | P | Bp | Bc | Diff |  | Résultats (▼ dom., ► ext.) |     |     |     |     |
| ---- | ------------------- | --- | - | - | - | - | -- | -- | ---- |  | -------------------------- | --- | --- | --- | --- |
| 1    | Dinamo Zagreb       | 10a | 6 | 3 | 1 | 2 | 9  | 8  | +1   |  | Dinamo Zagreb              |     | 0-2 | 2-2 | 0-1 |
| 2    | Arsenal FC          | 10a | 6 | 3 | 1 | 2 | 9  | 7  | +2   |  | Arsenal FC                 | 1-2 |     | 3-2 | 2-0 |
| 3    | Olympiakos Le Pirée | 10a | 6 | 3 | 1 | 2 | 9  | 8  | +1   |  | Olympiakos Le Pirée        | 1-3 | 2-0 |     | 1-0 |
| 4    | Bayern Munich       | 4   | 6 | 1 | 1 | 4 | 3  | 7  | -4   |  | Bayern Munich              | 1-2 | 1-1 | 0-1 |     |

Source : UEFA
Notea Classement sur la base des confrontations directes (Zagreb : 7 points ; Arsenal : 6 points ; Olympiakos : 4 points)

#### Groupe G
| Rang | Équipe              | Pts | J | G | N | P | Bp | Bc | Diff |  | Résultats (▼ dom., ► ext.) |     |     |     |     |
| ---- | ------------------- | --- | - | - | - | - | -- | -- | ---- |  | -------------------------- | --- | --- | --- | --- |
| 1    | Chelsea FC          | 14  | 6 | 4 | 2 | 0 | 15 | 4  | +11  |  | Chelsea FC                 |     | 3-1 | 0-0 | 3-0 |
| 2    | Dynamo Kiev         | 10  | 6 | 3 | 1 | 2 | 7  | 7  | 0    |  | Dynamo Kiev                | 0-2 |     | 2-1 | 2-0 |
| 3    | FC Porto            | 8   | 6 | 2 | 2 | 2 | 8  | 7  | +1   |  | FC Porto                   | 3-3 | 0-1 |     | 2-0 |
| 4    | Maccabi Tel-Aviv FC | 1   | 6 | 0 | 1 | 5 | 2  | 14 | -12  |  | Maccabi Tel-Aviv FC        | 0-4 | 1-1 | 1-2 |     |

Source : UEFA

#### Groupe H
| Rang | Équipe                   | Pts | J | G | N | P | Bp | Bc | Diff |  | Résultats (▼ dom., ► ext.) |     |     |     |     |
| ---- | ------------------------ | --- | - | - | - | - | -- | -- | ---- |  | -------------------------- | --- | --- | --- | --- |
| 1    | Olympique lyonnais       | 13a | 6 | 4 | 1 | 1 | 16 | 4  | +12  |  | Olympique lyonnais         |     | 1-0 | 6-0 | 4-0 |
| 2    | Valence CF               | 13a | 6 | 4 | 1 | 1 | 13 | 3  | +10  |  | Valence CF                 | 1-1 |     | 2-0 | 5-1 |
| 3    | Zénith Saint-Pétersbourg | 6   | 6 | 2 | 0 | 4 | 5  | 11 | -6   |  | Zénith Saint-Pétersbourg   | 3-1 | 0-1 |     | 0-1 |
| 4    | KAA La Gantoise          | 3   | 6 | 1 | 0 | 5 | 2  | 18 | -16  |  | KAA La Gantoise            | 0-3 | 0-4 | 0-2 |     |

Source : UEFA
Notea Classement sur la base des confrontations directes (Lyon : 4 points ; Valence : 1 point)

## Voie des clubs champions

### Format
Cette voie prend la forme d'une série de deux double confrontations aller-retour. Le tirage au sort a lieu le 1er septembre 2015,. S'il n'y a pas de système de tête de série, les 32 équipes sont tout de même divisées en quatre groupes de tirage en fonction de certains critères sportifs et géographiques.
- Lors du premier tour de qualification, les équipes d'un même groupe sont tirées les unes contre les autres.
- Lors du deuxième tour de qualification, les vainqueurs du groupe 1 sont opposés aux vainqueurs du groupe 2, et les vainqueurs du groupe 3 sont opposés aux vainqueurs du groupe 2, l'ordre des matchs étant déterminé par tirage au sort.

Les vainqueurs du deuxième tour de qualification sont qualifiés pour les barrages, où ils sont rejoints par les huit deuxièmes des groupes de la voie de la Ligue des champions.
Si le score final après les deux confrontations est à égalité, le vainqueur est décidé selon la règle des buts marqués à l'extérieur. Si le vainqueur reste indécis, les deux équipes sont départagées directement à la séance de tirs au but.
| Groupe 1        | Groupe 2       | Groupe 3             | Groupe 4           |
| --------------- | -------------- | -------------------- | ------------------ |
| Villarreal      | Middlesbrough  | Schalke 04           | Spartak Moscou     |
| Torino          | Stade de Reims | Ajax Amsterdam       | Beşiktaş           |
| APOEL Nicosie   | RSC Anderlecht | FC Midtjylland       | Legia Varsovie     |
| Servette Genève | SK Brann       | 1.FK Příbram         | Viitorul Constanța |
| Rad Belgrade    | Celtic FC      | Red Bull Salzbourg   | FK Minsk           |
| NK Domžale      | IF Elfsborg    | Željezničar Sarajevo | Litex Lovetch      |
| FK Senica       | HJK Helsinki   | Saburtalo Tbilissi   | Ravan Baku         |
| Puskás Akadémia | Stjarnan       | Zimbru Chișinău      | FK Aktobe          |

### Premier tour de qualification
Les matchs aller se jouent les 29 et 30 septembre, et les matchs retour les 7, 14, 20 et 21 octobre 2015.
| Équipe             | Aller | Total           | Retour | Équipe               |
| ------------------ | ----- | --------------- | ------ | -------------------- |
| Villarreal CF      | 2 - 3 | 4 - 4E          | 2 - 1  | Servette Genève      |
| APOEL Nicosie      | 3 - 3 | 4 - 9           | 1 - 6  | Puskás Akadémia      |
| FK Senica          | 0 - 0 | 1 - 2           | 1 - 2  | Torino               |
| Rad Belgrade       | 0 - 1 | 1 - 1 3 - 2 tab | 1 - 0  | NK Domžale           |
| Stade de Reims     | 5 - 3 | 5 - 6           | 0 - 3  | Middlesbrough        |
| IF Elfsborg        | 2 - 0 | 2 - 1           | 0 - 1  | Stjarnan             |
| SK Brann           | 1 - 1 | 1 - 6           | 0 - 5  | RSC Anderlecht       |
| HJK Helsinki       | 0 - 5 | 1 - 6           | 1 - 1  | Celtic FC            |
| Schalke 04         | 2 - 3 | 2 - 5           | 0 - 2  | Ajax Amsterdam       |
| 1.FK Příbram       | 2 - 0 | 4 - 1           | 2 - 1  | Zimbru Chișinău      |
| Red Bull Salzbourg | 4 - 0 | 5 - 2           | 1 - 2  | Željezničar Sarajevo |
| FC Midtjylland     | 3 - 1 | 5 - 1           | 2 - 1  | Saburtalo Tbilissi   |
| FK Aktobe          | 0 - 2 | 0 - 6           | 0 - 4  | Beşiktaş             |
| Spartak Moscou     | 4 - 0 | 4 - 0           | 0 - 0  | Ravan Baku           |
| FK Minsk           | 2 - 2 | 3 - 7           | 1 - 5  | Viitorul Constanța   |
| Litex Lovetch      | 1 - 2 | 2 - 5           | 1 - 3  | Legia Varsovie       |

### Second tour de qualification
Les matchs aller se jouent les 4 et 5 novembre et le 2 décembre, et les matchs retour les 24 et 25 novembre et le 6 décembre 2015.
| Équipe          | Aller | Total | Retour | Équipe             |
| --------------- | ----- | ----- | ------ | ------------------ |
| Puskás Akadémia | 1 - 0 | 1 - 3 | 0 - 3  | Celtic FC          |
| FK Rad Belgrade | 0 - 1 | 0 - 1 | 0 - 0  | IF Elfsborg        |
| RSC Anderlecht  | 2 - 1 | 4 - 3 | 2 - 2  | Servette Genève    |
| Middlesbrough   | 3 - 0 | 6 - 3 | 3 - 3  | Torino             |
| Spartak Moscou  | 0 - 3 | 1 - 5 | 1 - 2  | Ajax Amsterdam     |
| Beşiktaş        | 1 - 0 | 2 - 5 | 1 - 5  | Red Bull Salzbourg |
| FC Midtjylland  | 2 - 0 | 5 - 1 | 3 - 1  | Legia Varsovie     |
| 1.FK Příbram    | 2 - 0 | 2 - 0 | 0 - 0  | Viitorul Constanța |

## Barrages
Lors des barrages, seize équipes s'opposent sur huit confrontations se jouant sur un seul match chacune. Le tirage a lieu le 14 décembre 2015,. Les huit vainqueurs du deuxième tour de qualification de la voie des clubs champions sont tirés face aux huit deuxièmes des groupes de la voie de la Ligue des champions, le match se jouant forcément chez l'équipe issue de la voie des clubs champions. Les équipes issues d'une même association ne peuvent être tirées l’une contre l'autre.
Les huit vainqueurs des barrages sont ensuite rejoints par les huit vainqueurs des groupes de la voie de la Ligue des champions en huitièmes de finale.
En cas d'égalité, les deux équipes passent directement à la séance de tirs au but.
Les matchs de barrage se jouent les 9 et 10 février 2016.
| Voie de la Ligue | Voie des Champions |
| ---------------- | ------------------ |
| Real Madrid      | Celtic FC          |
| CSKA Moscou      | IF Elfsborg        |
| Atlético Madrid  | RSC Anderlecht     |
| Séville FC       | Middlesbrough      |
| AS Roma          | Ajax Amsterdam     |
| Arsenal FC       | Red Bull Salzbourg |
| Dynamo Kiev      | FC Midtjylland     |
| Valence CF       | 1.FK Příbram       |

| Club               | Score           | Club            |
| ------------------ | --------------- | --------------- |
| Ajax Amsterdam     | 3 - 1           | Séville FC      |
| 1.FK Příbram       | 2 - 2 5 - 4 tab | CSKA Moscou     |
| Red Bull Salzbourg | 0 - 4           | AS Roma         |
| RSC Anderlecht     | 2 - 0           | Arsenal FC      |
| Celtic FC          | 1 - 1 3 - 4 tab | Valence CF      |
| IF Elfsborg        | 1 - 3           | Real Madrid     |
| Middlesbrough      | 5 - 0           | Dynamo Kiev     |
| FC Midtjylland     | 4 - 4 5 - 4 tab | Atlético Madrid |

## Phase finale
Lors de la phase finale, les seize équipes restantes intègrent un tournoi à élimination direct. Les confrontations se déroulent sur un seul match. Le tirage au sort a lieu le 15 février 2016,. Les conditions du tirage sont les suivantes :
- Lors du tirage des huitièmes de finale, les huit vainqueurs des groupes de la voie de la Ligue des champions sont opposés aux huit vainqueurs des barrages. Les équipes issues du même groupe de la voie de la Ligue des champions ne peuvent être tirées l'une contre l'autre, mais deux équipes d'une même association peuvent l'être. Le tirage détermine également les équipes jouant à domicile.
- À partir des quarts de finale, il n'y a plus de séparation, et deux équipes venant du même groupe de la voie de la Ligue des champions peuvent être tirées l'une contre l’autre. Le tirage détermine également les équipes jouant à domicile pour chaque quart de finale, ainsi que pour les demi-finales et la finale pour des raisons administratives, ces deux dernières phases se jouant sur terrain neutre.

En cas d'égalité, les deux équipes passent directement à la séance de tirs au but.

### Huitièmes de finale
Les huitièmes de finale se jouent les 23 et 24 février 2016.
| Voie de la Ligue    | Barrages       |
| ------------------- | -------------- |
| Paris Saint-Germain | Ajax Amsterdam |
| PSV Eindhoven       | RSC Anderlecht |
| SL Benfica          | Middlesbrough  |
| Manchester City     | AS Roma        |
| FC Barcelone        | FC Midtjylland |
| Dinamo Zagreb       | 1.FK Příbram   |
| Chelsea FC          | Real Madrid    |
| Olympique lyonnais  | Valence CF     |

| Club                | Score           | Club            |
| ------------------- | --------------- | --------------- |
| PSV Eindhoven       | 2 - 2 1 - 3 tab | AS Roma         |
| 1.FK Příbram        | 1 - 1 3 - 5 tab | SL Benfica      |
| RSC Anderlecht      | 3 - 0           | Dinamo Zagreb   |
| Olympique lyonnais  | 0 - 3           | Ajax Amsterdam  |
| Chelsea FC          | 1 - 1 5 - 3 tab | Valence CF      |
| Real Madrid         | 3 - 1           | Manchester City |
| Paris Saint-Germain | 1 - 0           | Middlesbrough   |
| FC Barcelone        | 3 - 1           | FC Midtjylland  |

1. ↑  La rencontre est à l'origine remportée par le Dinamo Zagreb (0-2) qui est par la suite donné perdant sur tapis vert pour avoir fait rentrer un joueur suspendu durant la rencontre[17].

### Quarts de finale
Les quarts de finale se jouent les 8, 9 et 15 mars 2016.
| Club                | Score | Club           |
| ------------------- | ----- | -------------- |
| Chelsea FC          | 1 - 0 | Ajax Amsterdam |
| Paris Saint-Germain | 3 - 1 | AS Roma        |
| RSC Anderlecht      | 2 - 0 | FC Barcelone   |
| Real Madrid         | 2 - 0 | SL Benfica     |

### Demi-finales
Les demi-finales se jouent le 15 avril 2016 au stade Colovray de Nyon.
| Club        | Score | Club                |
| ----------- | ----- | ------------------- |
| Real Madrid | 1 - 3 | Paris Saint-Germain |
| Chelsea FC  | 3 - 0 | RSC Anderlecht      |

### Finale
La finale se joue le 18 avril 2016 au stade Colovray de Nyon.
| Club                | Score | Club       |
| ------------------- | ----- | ---------- |
| Paris Saint-Germain | 1 - 2 | Chelsea FC |

### Tableau final
|  | Huitièmes de finale                                                     | Huitièmes de finale                               | Huitièmes de finale                                                 | Huitièmes de finale                               |                     |                     | Quarts de finale                              | Quarts de finale                              | Quarts de finale                              | Quarts de finale                              |  |  | Demi-finales                        | Demi-finales                        | Demi-finales                        | Demi-finales                        |  |  | Finale                              | Finale                              | Finale                              | Finale                              |
|  |                                                                         |                                                   |                                                                     |                                                   |                     |                     |                                               |                                               |                                               |                                               |  |  |                                     |                                     |                                     |                                     |  |  |                                     |                                     |                                     |                                     |
|  | 23 février 2016, Stade Alfredo Di Stéfano, Madrid                       | 23 février 2016, Stade Alfredo Di Stéfano, Madrid | 23 février 2016, Stade Alfredo Di Stéfano, Madrid                   | 23 février 2016, Stade Alfredo Di Stéfano, Madrid |                     |                     | 8 mars 2016, Stade Alfredo Di Stéfano, Madrid | 8 mars 2016, Stade Alfredo Di Stéfano, Madrid | 8 mars 2016, Stade Alfredo Di Stéfano, Madrid | 8 mars 2016, Stade Alfredo Di Stéfano, Madrid |  |  | 15 avril 2016, Stade Colovray, Nyon | 15 avril 2016, Stade Colovray, Nyon | 15 avril 2016, Stade Colovray, Nyon | 15 avril 2016, Stade Colovray, Nyon |  |  | 18 avril 2016, Stade Colovray, Nyon | 18 avril 2016, Stade Colovray, Nyon | 18 avril 2016, Stade Colovray, Nyon | 18 avril 2016, Stade Colovray, Nyon |
|  | Real Madrid                                                             | Real Madrid                                       | 3                                                                   | 3                                                 |                     |                     | 8 mars 2016, Stade Alfredo Di Stéfano, Madrid | 8 mars 2016, Stade Alfredo Di Stéfano, Madrid | 8 mars 2016, Stade Alfredo Di Stéfano, Madrid | 8 mars 2016, Stade Alfredo Di Stéfano, Madrid |  |  | 15 avril 2016, Stade Colovray, Nyon | 15 avril 2016, Stade Colovray, Nyon | 15 avril 2016, Stade Colovray, Nyon | 15 avril 2016, Stade Colovray, Nyon |  |  | 18 avril 2016, Stade Colovray, Nyon | 18 avril 2016, Stade Colovray, Nyon | 18 avril 2016, Stade Colovray, Nyon | 18 avril 2016, Stade Colovray, Nyon |
|  | Real Madrid                                                             | Real Madrid                                       | 3                                                                   | 3                                                 |                     |                     | 8 mars 2016, Stade Alfredo Di Stéfano, Madrid | 8 mars 2016, Stade Alfredo Di Stéfano, Madrid | 8 mars 2016, Stade Alfredo Di Stéfano, Madrid | 8 mars 2016, Stade Alfredo Di Stéfano, Madrid |  |  | 15 avril 2016, Stade Colovray, Nyon | 15 avril 2016, Stade Colovray, Nyon | 15 avril 2016, Stade Colovray, Nyon | 15 avril 2016, Stade Colovray, Nyon |  |  | 18 avril 2016, Stade Colovray, Nyon | 18 avril 2016, Stade Colovray, Nyon | 18 avril 2016, Stade Colovray, Nyon | 18 avril 2016, Stade Colovray, Nyon |
|  | Manchester City                                                         | Manchester City                                   | 1                                                                   | 1                                                 |                     |                     | 8 mars 2016, Stade Alfredo Di Stéfano, Madrid | 8 mars 2016, Stade Alfredo Di Stéfano, Madrid | 8 mars 2016, Stade Alfredo Di Stéfano, Madrid | 8 mars 2016, Stade Alfredo Di Stéfano, Madrid |  |  | 15 avril 2016, Stade Colovray, Nyon | 15 avril 2016, Stade Colovray, Nyon | 15 avril 2016, Stade Colovray, Nyon | 15 avril 2016, Stade Colovray, Nyon |  |  | 18 avril 2016, Stade Colovray, Nyon | 18 avril 2016, Stade Colovray, Nyon | 18 avril 2016, Stade Colovray, Nyon | 18 avril 2016, Stade Colovray, Nyon |
|  | Manchester City                                                         | Manchester City                                   | 1                                                                   | 1                                                 | Real Madrid         | Real Madrid         | 2                                             | 2                                             |                                               |                                               |  |  | 15 avril 2016, Stade Colovray, Nyon | 15 avril 2016, Stade Colovray, Nyon | 15 avril 2016, Stade Colovray, Nyon | 15 avril 2016, Stade Colovray, Nyon |  |  | 18 avril 2016, Stade Colovray, Nyon | 18 avril 2016, Stade Colovray, Nyon | 18 avril 2016, Stade Colovray, Nyon | 18 avril 2016, Stade Colovray, Nyon |
|  | 24 février 2016, Na Litavce, Příbram                                    |                                                   |                                                                     |                                                   | Real Madrid         | Real Madrid         | 2                                             | 2                                             |                                               |                                               |  |  | 15 avril 2016, Stade Colovray, Nyon | 15 avril 2016, Stade Colovray, Nyon | 15 avril 2016, Stade Colovray, Nyon | 15 avril 2016, Stade Colovray, Nyon |  |  | 18 avril 2016, Stade Colovray, Nyon | 18 avril 2016, Stade Colovray, Nyon | 18 avril 2016, Stade Colovray, Nyon | 18 avril 2016, Stade Colovray, Nyon |
|  |                                                                         |                                                   | SL Benfica                                                          | SL Benfica                                        | 0                   | 0                   |                                               |                                               |                                               |                                               |  |  | 15 avril 2016, Stade Colovray, Nyon | 15 avril 2016, Stade Colovray, Nyon | 15 avril 2016, Stade Colovray, Nyon | 15 avril 2016, Stade Colovray, Nyon |  |  | 18 avril 2016, Stade Colovray, Nyon | 18 avril 2016, Stade Colovray, Nyon | 18 avril 2016, Stade Colovray, Nyon | 18 avril 2016, Stade Colovray, Nyon |
|  | 1.FK Příbram                                                            | 1.FK Příbram                                      | SL Benfica                                                          | SL Benfica                                        | 0                   | 0                   | 1 (3)                                         | 1 (3)                                         |                                               |                                               |  |  | 15 avril 2016, Stade Colovray, Nyon | 15 avril 2016, Stade Colovray, Nyon | 15 avril 2016, Stade Colovray, Nyon | 15 avril 2016, Stade Colovray, Nyon |  |  | 18 avril 2016, Stade Colovray, Nyon | 18 avril 2016, Stade Colovray, Nyon | 18 avril 2016, Stade Colovray, Nyon | 18 avril 2016, Stade Colovray, Nyon |
|  | 1.FK Příbram                                                            | 1.FK Příbram                                      | 9 mars 2016, Stade Municipal Georges Lefèvre, Saint-Germain-en-Laye |                                                   |                     |                     | 1 (3)                                         | 1 (3)                                         |                                               |                                               |  |  | 15 avril 2016, Stade Colovray, Nyon | 15 avril 2016, Stade Colovray, Nyon | 15 avril 2016, Stade Colovray, Nyon | 15 avril 2016, Stade Colovray, Nyon |  |  | 18 avril 2016, Stade Colovray, Nyon | 18 avril 2016, Stade Colovray, Nyon | 18 avril 2016, Stade Colovray, Nyon | 18 avril 2016, Stade Colovray, Nyon |
|  | SL Benfica                                                              | SL Benfica                                        | 1 (5)                                                               | 1 (5)                                             |                     |                     |                                               |                                               |                                               |                                               |  |  | 15 avril 2016, Stade Colovray, Nyon | 15 avril 2016, Stade Colovray, Nyon | 15 avril 2016, Stade Colovray, Nyon | 15 avril 2016, Stade Colovray, Nyon |  |  | 18 avril 2016, Stade Colovray, Nyon | 18 avril 2016, Stade Colovray, Nyon | 18 avril 2016, Stade Colovray, Nyon | 18 avril 2016, Stade Colovray, Nyon |
|  | SL Benfica                                                              | SL Benfica                                        | 1 (5)                                                               | 1 (5)                                             | Real Madrid         | Real Madrid         | 1                                             | 1                                             |                                               |                                               |  |  |                                     |                                     |                                     |                                     |  |  | 18 avril 2016, Stade Colovray, Nyon | 18 avril 2016, Stade Colovray, Nyon | 18 avril 2016, Stade Colovray, Nyon | 18 avril 2016, Stade Colovray, Nyon |
|  | 24 février 2016, Stade Municipal Georges Lefèvre, Saint-Germain-en-Laye |                                                   |                                                                     |                                                   | Real Madrid         | Real Madrid         | 1                                             | 1                                             |                                               |                                               |  |  |                                     |                                     |                                     |                                     |  |  | 18 avril 2016, Stade Colovray, Nyon | 18 avril 2016, Stade Colovray, Nyon | 18 avril 2016, Stade Colovray, Nyon | 18 avril 2016, Stade Colovray, Nyon |
|  |                                                                         |                                                   | Paris Saint-Germain                                                 | Paris Saint-Germain                               | 3                   | 3                   |                                               |                                               |                                               |                                               |  |  |                                     |                                     |                                     |                                     |  |  | 18 avril 2016, Stade Colovray, Nyon | 18 avril 2016, Stade Colovray, Nyon | 18 avril 2016, Stade Colovray, Nyon | 18 avril 2016, Stade Colovray, Nyon |
|  | Paris Saint-Germain                                                     | Paris Saint-Germain                               | Paris Saint-Germain                                                 | Paris Saint-Germain                               | 3                   | 3                   | 1                                             | 1                                             |                                               |                                               |  |  |                                     |                                     |                                     |                                     |  |  | 18 avril 2016, Stade Colovray, Nyon | 18 avril 2016, Stade Colovray, Nyon | 18 avril 2016, Stade Colovray, Nyon | 18 avril 2016, Stade Colovray, Nyon |
|  | Paris Saint-Germain                                                     | Paris Saint-Germain                               | 15 avril 2016, Stade Colovray, Nyon                                 |                                                   |                     |                     | 1                                             | 1                                             |                                               |                                               |  |  |                                     |                                     |                                     |                                     |  |  | 18 avril 2016, Stade Colovray, Nyon | 18 avril 2016, Stade Colovray, Nyon | 18 avril 2016, Stade Colovray, Nyon | 18 avril 2016, Stade Colovray, Nyon |
|  | Middlesbrough                                                           | Middlesbrough                                     | 0                                                                   | 0                                                 |                     |                     |                                               |                                               |                                               |                                               |  |  |                                     |                                     |                                     |                                     |  |  | 18 avril 2016, Stade Colovray, Nyon | 18 avril 2016, Stade Colovray, Nyon | 18 avril 2016, Stade Colovray, Nyon | 18 avril 2016, Stade Colovray, Nyon |
|  | Middlesbrough                                                           | Middlesbrough                                     | 0                                                                   | 0                                                 | Paris Saint-Germain | Paris Saint-Germain | 3                                             | 3                                             |                                               |                                               |  |  |                                     |                                     |                                     |                                     |  |  | 18 avril 2016, Stade Colovray, Nyon | 18 avril 2016, Stade Colovray, Nyon | 18 avril 2016, Stade Colovray, Nyon | 18 avril 2016, Stade Colovray, Nyon |
|  | 24 février 2016, De Herdgang, Eindhoven                                 |                                                   |                                                                     |                                                   | Paris Saint-Germain | Paris Saint-Germain | 3                                             | 3                                             |                                               |                                               |  |  |                                     |                                     |                                     |                                     |  |  | 18 avril 2016, Stade Colovray, Nyon | 18 avril 2016, Stade Colovray, Nyon | 18 avril 2016, Stade Colovray, Nyon | 18 avril 2016, Stade Colovray, Nyon |
|  |                                                                         |                                                   | AS Roma                                                             | AS Roma                                           | 1                   | 1                   |                                               |                                               |                                               |                                               |  |  |                                     |                                     |                                     |                                     |  |  | 18 avril 2016, Stade Colovray, Nyon | 18 avril 2016, Stade Colovray, Nyon | 18 avril 2016, Stade Colovray, Nyon | 18 avril 2016, Stade Colovray, Nyon |
|  | PSV Eindhoven                                                           | PSV Eindhoven                                     | AS Roma                                                             | AS Roma                                           | 1                   | 1                   | 2 (1)                                         | 2 (1)                                         |                                               |                                               |  |  |                                     |                                     |                                     |                                     |  |  | 18 avril 2016, Stade Colovray, Nyon | 18 avril 2016, Stade Colovray, Nyon | 18 avril 2016, Stade Colovray, Nyon | 18 avril 2016, Stade Colovray, Nyon |
|  | PSV Eindhoven                                                           | PSV Eindhoven                                     | 15 mars 2016, Cobham Training Centre, Cobham                        |                                                   |                     |                     | 2 (1)                                         | 2 (1)                                         |                                               |                                               |  |  |                                     |                                     |                                     |                                     |  |  | 18 avril 2016, Stade Colovray, Nyon | 18 avril 2016, Stade Colovray, Nyon | 18 avril 2016, Stade Colovray, Nyon | 18 avril 2016, Stade Colovray, Nyon |
|  | AS Roma                                                                 | AS Roma                                           | 2 (3)                                                               | 2 (3)                                             |                     |                     |                                               |                                               |                                               |                                               |  |  |                                     |                                     |                                     |                                     |  |  | 18 avril 2016, Stade Colovray, Nyon | 18 avril 2016, Stade Colovray, Nyon | 18 avril 2016, Stade Colovray, Nyon | 18 avril 2016, Stade Colovray, Nyon |
|  | AS Roma                                                                 | AS Roma                                           | 2 (3)                                                               | 2 (3)                                             | Paris Saint-Germain | Paris Saint-Germain | 1                                             | 1                                             |                                               |                                               |  |  |                                     |                                     |                                     |                                     |  |  |                                     |                                     |                                     |                                     |
|  | 23 février 2016, Cobham Training Centre, Cobham                         |                                                   |                                                                     |                                                   | Paris Saint-Germain | Paris Saint-Germain | 1                                             | 1                                             |                                               |                                               |  |  |                                     |                                     |                                     |                                     |  |  |                                     |                                     |                                     |                                     |
|  |                                                                         |                                                   | Chelsea FC                                                          | Chelsea FC                                        | 2                   | 2                   |                                               |                                               |                                               |                                               |  |  |                                     |                                     |                                     |                                     |  |  |                                     |                                     |                                     |                                     |
|  | Chelsea FC                                                              | Chelsea FC                                        | Chelsea FC                                                          | Chelsea FC                                        | 2                   | 2                   | 1 (5)                                         | 1 (5)                                         |                                               |                                               |  |  |                                     |                                     |                                     |                                     |  |  |                                     |                                     |                                     |                                     |
|  | Chelsea FC                                                              | Chelsea FC                                        |                                                                     |                                                   |                     |                     |                                               | 1 (5)                                         |                                               |                                               |  |  |                                     |                                     |                                     |                                     |  |  |                                     |                                     |                                     |                                     |
|  | Valence CF                                                              | Valence CF                                        | 1 (3)                                                               | 1 (3)                                             |                     |                     |                                               |                                               |                                               |                                               |  |  |                                     |                                     |                                     |                                     |  |  |                                     |                                     |                                     |                                     |
|  | Valence CF                                                              | Valence CF                                        | 1 (3)                                                               | 1 (3)                                             | Chelsea FC          | Chelsea FC          | 1                                             | 1                                             |                                               |                                               |  |  |                                     |                                     |                                     |                                     |  |  |                                     |                                     |                                     |                                     |
|  | 24 février 2016, Plaine des Jeux de Gerland, Lyon                       |                                                   |                                                                     |                                                   | Chelsea FC          | Chelsea FC          | 1                                             | 1                                             |                                               |                                               |  |  |                                     |                                     |                                     |                                     |  |  |                                     |                                     |                                     |                                     |
|  |                                                                         |                                                   | Ajax Amsterdam                                                      | Ajax Amsterdam                                    | 0                   | 0                   |                                               |                                               |                                               |                                               |  |  |                                     |                                     |                                     |                                     |  |  |                                     |                                     |                                     |                                     |
|  | Olympique lyonnais                                                      | Olympique lyonnais                                | Ajax Amsterdam                                                      | Ajax Amsterdam                                    | 0                   | 0                   | 0                                             | 0                                             |                                               |                                               |  |  |                                     |                                     |                                     |                                     |  |  |                                     |                                     |                                     |                                     |
|  | Olympique lyonnais                                                      | Olympique lyonnais                                | 8 mars 2016, Stade Van Roy, Denderleeuw                             |                                                   |                     |                     | 0                                             | 0                                             |                                               |                                               |  |  |                                     |                                     |                                     |                                     |  |  |                                     |                                     |                                     |                                     |
|  | Ajax Amsterdam                                                          | Ajax Amsterdam                                    | 3                                                                   | 3                                                 |                     |                     |                                               |                                               |                                               |                                               |  |  |                                     |                                     |                                     |                                     |  |  |                                     |                                     |                                     |                                     |
|  | Ajax Amsterdam                                                          | Ajax Amsterdam                                    | 3                                                                   | 3                                                 | Chelsea FC          | Chelsea FC          | 3                                             | 3                                             |                                               |                                               |  |  |                                     |                                     |                                     |                                     |  |  |                                     |                                     |                                     |                                     |
|  | 23 février 2016, Stade Constant Vanden Stock, Anderlecht                |                                                   |                                                                     |                                                   | Chelsea FC          | Chelsea FC          | 3                                             | 3                                             |                                               |                                               |  |  |                                     |                                     |                                     |                                     |  |  |                                     |                                     |                                     |                                     |
|  |                                                                         |                                                   | RSC Anderlecht                                                      | RSC Anderlecht                                    | 0                   | 0                   |                                               |                                               |                                               |                                               |  |  |                                     |                                     |                                     |                                     |  |  |                                     |                                     |                                     |                                     |
|  | RSC Anderlecht                                                          | RSC Anderlecht                                    | RSC Anderlecht                                                      | RSC Anderlecht                                    | 0                   | 0                   | 3                                             | 3                                             |                                               |                                               |  |  |                                     |                                     |                                     |                                     |  |  |                                     |                                     |                                     |                                     |
|  | RSC Anderlecht                                                          | RSC Anderlecht                                    |                                                                     |                                                   |                     |                     |                                               | 3                                             |                                               |                                               |  |  |                                     |                                     |                                     |                                     |  |  |                                     |                                     |                                     |                                     |
|  | Dinamo Zagreb                                                           | Dinamo Zagreb                                     | 0                                                                   | 0                                                 |                     |                     |                                               |                                               |                                               |                                               |  |  |                                     |                                     |                                     |                                     |  |  |                                     |                                     |                                     |                                     |
|  | Dinamo Zagreb                                                           | Dinamo Zagreb                                     | 0                                                                   | 0                                                 | RSC Anderlecht      | RSC Anderlecht      | 2                                             | 2                                             |                                               |                                               |  |  |                                     |                                     |                                     |                                     |  |  |                                     |                                     |                                     |                                     |
|  | 23 février 2016, Mini Estadi, Barcelone                                 |                                                   |                                                                     |                                                   | RSC Anderlecht      | RSC Anderlecht      | 2                                             | 2                                             |                                               |                                               |  |  |                                     |                                     |                                     |                                     |  |  |                                     |                                     |                                     |                                     |
|  |                                                                         |                                                   | FC Barcelone                                                        | FC Barcelone                                      | 0                   | 0                   |                                               |                                               |                                               |                                               |  |  |                                     |                                     |                                     |                                     |  |  |                                     |                                     |                                     |                                     |
|  | FC Barcelone                                                            | FC Barcelone                                      | FC Barcelone                                                        | FC Barcelone                                      | 0                   | 0                   | 3                                             | 3                                             |                                               |                                               |  |  |                                     |                                     |                                     |                                     |  |  |                                     |                                     |                                     |                                     |
|  | FC Barcelone                                                            | FC Barcelone                                      |                                                                     |                                                   |                     |                     |                                               | 3                                             |                                               |                                               |  |  |                                     |                                     |                                     |                                     |  |  |                                     |                                     |                                     |                                     |
|  | FC Midtjylland                                                          | FC Midtjylland                                    | 1                                                                   | 1                                                 |                     |                     |                                               |                                               |                                               |                                               |  |  |                                     |                                     |                                     |                                     |  |  |                                     |                                     |                                     |                                     |
|  | FC Midtjylland                                                          | FC Midtjylland                                    | 1                                                                   | 1                                                 |                     |                     |                                               |                                               |                                               |                                               |  |  |                                     |                                     |                                     |                                     |  |  |                                     |                                     |                                     |                                     |
|  |                                                                         |                                                   |                                                                     |                                                   |                     |                     |                                               |                                               |                                               |                                               |  |  |                                     |                                     |                                     |                                     |  |  |                                     |                                     |                                     |                                     |

## Nombre d'équipes par association et par tour
| Association         |                     | Phase de groupes                              | +  | Huitièmes de finale                        | Quarts de finale  | Demi-finales | Finale    |
| ------------------- | ------------------- | --------------------------------------------- | -- | ------------------------------------------ | ----------------- | ------------ | --------- |
| Allemagne           |                     | 4 Wolfsbourg, Bayern, M'gladbach, Leverkusen  |    |                                            |                   |              |           |
| Angleterre          |                     | 4 Chelsea, Man. United, Arsenal, Man. City    | +1 | 3 Chelsea, Man. City, Middlesbrough        | 1 Chelsea         | 1 Chelsea    | 1 Chelsea |
| Espagne             |                     | 5 Atletico, Barcelone, Real, Séville, Valence |    | 3 Barcelone, Real, Valence                 | 2 Barcelone, Real | 1 Real       |           |
| France              |                     | 2 Lyon, PSG                                   |    | 2 Lyon, PSG                                | 1 PSG             | 1 PSG        | 1 PSG     |
| Italie              |                     | 2 Rome, Juventus                              |    | 1 Rome                                     | 1 Rome            |              |           |
| Portugal            |                     | 2 Porto, Benfica                              |    | 1 Benfica                                  | 1 Benfica         |              |           |
| Russie              |                     | 2 Zénith, CSKA                                |    |                                            |                   |              |           |
| Pays Bas            |                     | 1 PSV Eindhoven,                              | +1 | 2 PSV Eindhoven, Ajax                      | 1 Ajax            | -            | -         |
| Autres associations | Autres associations | 10                                            | +3 | 4 Anderlecht ,Midtjylland ,Příbram ,Zagreb | 1 Anderlecht      | 1 Anderlecht |           |
| Total               | Total               | 32                                            |    | 16                                         | 8                 | 4            | 2         |

Les clubs issus de la voie des clubs champions apparaissent en italique.

## Classement annexes

### Buteur
| Rang | buteur              | équipe              | buts | Minutes jouées |
| ---- | ------------------- | ------------------- | ---- | -------------- |
| 1    | Roberto Núñez       | Atlético Madrid     | 9    | 624            |
| 2    | Borja Mayoral       | Real Madrid         | 8    | 614            |
| 2    | Tammy Abraham       | Chelsea             | 8    | 810            |
| 4    | José Gomes          | Benfica Lisbonne    | 7    | 328            |
| 4    | Diogo Gonçalves     | Benfica Lisbonne    | 7    | 496            |
| 6    | Rafa Mir            | Valence CF          | 6    | 617            |
| 6    | Jorn Vancamp        | Anderlecht          | 6    | 633            |
| 6    | Carles Aleñá        | FC Barcelone        | 6    | 716            |
| 9    | Leandro Putaro      | Wolfsburg           | 5    | 410            |
| 9    | Kasey Palmer        | Chelsea             | 5    | 545            |
| 9    | Jean-Kévin Augustin | Paris Saint-Germain | 5    | 641            |
| 9    | Umar Sadiq          | Roma                | 5    | 769            |

### Passeur
| Rang | joueur             | club                | passe | Minutes jouées |
| ---- | ------------------ | ------------------- | ----- | -------------- |
| 1    | Harrison Chapman   | Middlesbrough       | 8     | 540            |
| 2    | Sam Lammers        | PSV Eindhoven       | 4     | 512            |
| 2    | Fran Villalba      | Valence CF          | 4     | 546            |
| 2    | Théo Chendri       | Barcelone           | 4     | 570            |
| 2    | Umar Sadiq         | Roma                | 4     | 769            |
| 2    | Christopher Nkunku | Paris Saint-Germain | 4     | 788            |

## Équipe Type
Formation: 4-3-3
| Gardien            |                     |
| Rémy Descamps      | Paris Saint-Germain |
| Défenseurs         |                     |
| Alec Georgen       | Paris Saint-Germain |
| Fikayo Tomori      | Chelsea FC          |
| Jake Clarke-Salter | Chelsea FC          |
| Silvio Anočić      | AS Rome             |
| Milieux            |                     |
| Aleix Febas        | Real Madrid         |
| Charlie Colkett    | Chelsea FC          |
| Christopher Nkunku | Paris Saint-Germain |
| Attaquants         |                     |
| Kasey Palmer       | Chelsea FC          |
| Borja Mayoral      | Real Madrid         |
| Tammy Abraham      | Chelsea FC          |